# Trastorn bipolar
El trastorn bipolar, abans conegut com a psicosi maniacodepressiva, és una malaltia psíquica. Es caracteritza per passar d'un estat hipertímic (eufòria) a un de distímic (depressió). Aquests episodis no tenen relació amb els esdeveniments de la vida del pacient, dit d'una altra manera no són reactius.
El trastorn bipolar no és un estat d'ànim passatger o un estat on pugui passar-se d'una emoció a una altra en un curt lapse de temps (Ex. Riure mentre s'està plorant). Aquest trastorn afecta a l'individu durant mesos o anys per etapes, on la calma i el comportament normal s'intercala entre els episodis maníacs i la depressió.
Aquest trastorn pot afectar les persones en un grau variable. La forma més lleu o ciclotímia es considera com un caràcter en el qual l'individu passa fàcilment de l'alegria a la tristesa. En la forma més greu els cicles d'eufòria i depressió se succeeixen amb gran rapidesa i intensitat, cosa que incapacita l'individu per portar una vida considerada normal.
S'han definit quatre tipus de trastorn bipolar d'acord amb la gravetat i alternança d'estats d'ànim en el temps: trastorn bipolar del tipus I, trastorn bipolar del tipus II, ciclotímia i trastorn bipolar inespecífic.
Com que el trastorn bipolar es presenta en adults joves, aquest comporta un alt cost social, sent la segona causa de discapacitat laboral en l'àmbit mundial; a més, els qui el pateixen presenten un risc més alt que la població general de mortalitat per suïcidi, homicidi, accidents i per causes naturals com les malalties cardiovasculars.
Aquesta malaltia afecta aproximadament un 2% de la població mundial.
L'escriptora Virginia Woolf la va patir en una forma greu. En la forma lleu o ciclotímia va afectar Winston Churchill i Oliver Cromwell.

## Signes i símptomes
El final de l'adolescència i la principi de l'edat adulta són els anys màxims per a l'aparició del trastorn bipolar. Aquest trastorn es caracteritza per episodis intermitents de mania i/o depressió, amb una absència de símptomes entremig.

### Fase eufòrica (maníaca)
- S'inicia amb sensació de molta energia, creativitat, facilitat de contacte social, pèrdua de timidesa.
- Continua amb escassa necessitat de son, parla agitada, pensament accelerat, taquipsíquia, manca de concentració, manies de grandesa, conducta temerària.
- En casos greus, al·lucinacions, idees de persecució i intents de suïcidi.

### Fase depressiva
- Trastorns del son: insomni, malsons.
- Dificultat d'experimentar el plaer: gastronòmic, sexual, vital.
- Disminució de l'autoestima: plors, sentiment de culpa, angúnia, irritabilitat i idees negatives en general.

## Tractament
Entre altres, se solen prescriure estabilitzadors de l'estat d'ànim.